# The Umbrella Academy
The Umbrella Academy è un fumetto scritto da Gerard Way, già cantante del gruppo musicale statunitense My Chemical Romance, e disegnato da Gabriel Bá, prodotto nel 2007 come serie limitata dalla Dark Horse Comics.

## Trama
I membri della Umbrella Academy, uno sbandato gruppo di supereroi, si riunisce dopo la morte del loro padre adottivo, Sir Reginald Hargreeves. Hargreeves, un alieno in incognito sotto le spoglie di un famoso imprenditore, raccoglie i membri dell'accademia poco dopo la loro nascita e li istruisce per salvare il mondo da una minaccia non specificata. Dopo la sua morte, i membri proseguiranno il suo programma per la salvezza del pianeta.

## Personaggi
- Sir Reginald Hargreeves: alias Il monocolo, è colui che ha adottato e riunito i membri dell'Umbrella Academy per salvare il mondo. Scienziato di fama mondiale e ricco imprenditore. Medaglia d'oro alle Olimpiadi e vincitore del Nobel per le sue ricerche sullo sviluppo mentale dello scimpanzé. In realtà è un alieno spaziale.
- Spaceboy / Luther Hargreeves: Il leader del gruppo. Da bambino possedeva la super forza ma, dopo un incidente durante una missione solitaria, il Monocolo, per salvargli la vita, gli ha iniettato un siero trasformando la parte superiore del corpo ad eccezione della testa. Si ritrova così con il busto di una scimmia, aumentando così le sue capacità fisiche. Da sempre è innamorato della sorella Allison.
- Kraken / Diego Hargreeves: il membro ribelle del gruppo, ma anche l'unico che si comporta davvero come un supereroe pattugliando le strade. Ha il potere di trattenere indefinitamente il respiro e possiede una grande abilità con i coltelli. Ha perso l'occhio sinistro, ma la vicenda non è ancora stata spiegata. Ha un bel rapporto con Vanya Hargreeves aka Violino Bianco, con la quale condivide una band, in cui lui suona il basso e lei il violino.
- Voce / Allison Hargreeves: ha la capacità di modificare la realtà tramite le bugie. Dopo la sua carriera con l'Umbrella si è sposata e ha avuto una figlia (Claire) prima di divorziare. Ha mostrato di corrispondere i sentimenti che Spaceboy nutre per lei.
- Medium / Klaus Hargreeves: i suoi poteri sono la levitazione, la telecinesi e l'abilità di entrare in contatto con i morti (ha inoltre dimostrato di poter possedere la mente altrui) ma funzionano solo se non indossa le scarpe. In Dallas è stato ucciso da Cha-Cha e Hazel ma è stato respinto sia dal Paradiso che dall'Inferno, tornando così in vita.
- Numero 5: dotato del potere di spostarsi avanti nel tempo, eseguendo dei mini spostamenti in avanti riesce a muoversi più velocemente dell'occhio umano. A 10 anni è scappato di casa saltando troppo in avanti nel tempo. Dopo aver tentato per decenni, è riuscito a capire come viaggiare indietro nel tempo finendo nelle mani della "Temps Aeternalis", un'organizzazione che monitora il flusso temporale che lo recluta come agente. Dopo svariate missioni riesce finalmente a tornare dai suoi fratelli, ritrovandosi 20 anni dopo la sua partenza ed intrappolato nel suo corpo di dieci anni.
- Horror / Ben Hargreeves: possiede dei mostri da un'altra dimensione sotto la pelle (di solito si manifestano come dei tentacoli che fuoriescono dal suo petto). È morto, ma la vicenda non è ancora stata mostrata. Nel giardino dell'Umbrella Academy c'è una sua statua commemorativa, poi distrutta nell'assedio dell'Academy da parte di Violino Bianco.
- Violino Bianco / Vanya Hargreeves: Vanya non ha mai manifestato alcun potere, a parte una spiccata abilità e sensibilità musicale, motivo per cui è sempre stata scartata da Sir Reginald. In realtà è il membro più potente della squadra, in grado di emanare potenti onde distruttive tramite il suono del violino, ma il Monocolo aveva sigillato le sue capacità perché troppo pericolose. L'Orchestra Verdammten ripristina le sue capacità facendole anche il lavaggio del cervello e trasformandola nel Violino Bianco, per usarla come strumento dell'Apocalisse.

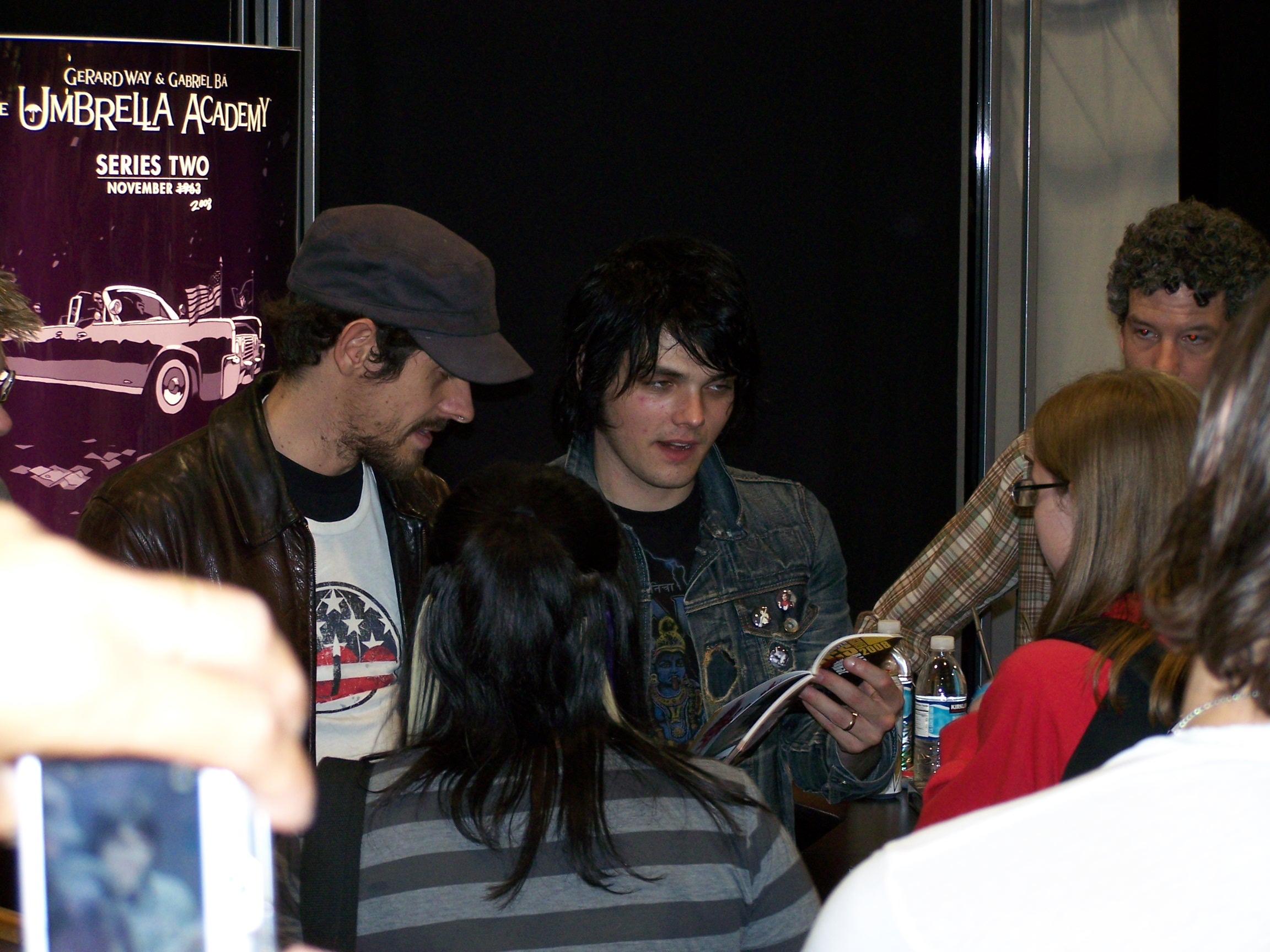
Gerard Way alla presentazione del fumetto al San Diego Comic-Con International 2008

## Capitoli
The Umbrella Academy: Apocalypse Suite (2008)
1. The Day the Eiffel Tower Went Berserk
2. We Only See Each Other At Weddings And Funerals
3. Dr. Terminal's Answer
4. Baby, I'll Be Your Frankenstein
5. Thank You For The Coffee
6. Finale, Or Brothers And Sisters, I Am An Atomic Bomb

The Umbrella Academy: Dallas (2009)
1. The Jungle
2. Boy Scouts
3. Television o Are You There, God? It's Me, Klaus
4. A Perfect Life
5. All the Animals in the Zoo
6. The World is Big Enough Without You

The Umbrella Academy: Hotel Oblivion (2018-2019)
1. Evil
2. Miniature War in a Miniature Home
3. Violence
4. The Labyrinth
5. Free
6. Inexplicable fear
7. Sparrow

È stato inoltre realizzato uno spin-off dedicato al personaggio di Klaus intitolato Sembri la morte – Racconti di Umbrella Academy, sceneggiato da Shaun Simon e disegnato da I.N.J. Culbard.

## Altri media
Dal 2019 Netflix diffonde in streaming la serie The Umbrella Academy, adattamento del fumetto.